# アステリックス (人工衛星)
アステリックス（仏: Astérix）はフランス初の人工衛星。1965年11月26日、アルジェリアのアマギールからディアマンAロケットによって打ち上げられた。もともとはフランス軍初の人工衛星としてA-1という名称だったが、後にフランスの有名なマンガキャラクターアステリックスに改名された。ロケットの打ち上げ能力のモニタリングが主目的だった。打ち上げ時によるアンテナの故障によりデータ通信が受信されなかった。軌道高度が比較的高いため、数世紀は軌道上に存在すると予想される。
このアステリックスにより、ソビエト(1957.10)、アメリカ(1958.2）に続いてフランスは人工衛星打ち上げ能力を示した世界3番目の国となった。